# Fusiulus jamashinai
Fusiulus jamashinai är en mångfotingart som beskrevs av Karl Wilhelm Verhoeff 1941. Fusiulus jamashinai ingår i släktet Fusiulus och familjen kejsardubbelfotingar. Inga underarter finns listade i Catalogue of Life.